# Каланті
Каланті (фін. Kalanti, швед. Kaland, до 1936 — Уусікіркко ТІ, швед. Nykyrko) — колишня громада в провінції Південно-Західна Фінляндія у Фінляндії. Площа громади становила 178 км². Населення у 1993 році становило 3846 жителів. Кам'яна церква Каланні була завершена в XV столітті. У цьому районі також працював старий ринок Мянняйнтен Рууккі вздовж Сірппуйокі.
Каланті межував з громадами Лайтіла, Пюгяранта, Уусікаупункі та Вегмаа. У 1993 році Каланті об'єднано з Уусікаупункі. Колишніми сусідніми громадами були сільська громада Ууденкаупунїн, Пюгямаа та Локалагті, які до цього також були приєднані до Уусікаупункі.

## Географія
Колишня територія муніципалітету Каланті виходила до моря на південному заході та північному заході, на схід від міста Уусікаупункі. Основною водною артерією Каланті є річка Сірппуйокі, також відома як Мянняйстенйокі, що бере початок на території Лайтіли та впадає в море на північному заході, поблизу маєтку Торлахті. На території Каланті розташовано понад 20 озер, однак усі вони невеликі та знаходяться в лісистій місцевості. Найвищою точкою є гора Кууванвуорі, висотою 53 метри над рівнем моря.

## Історія

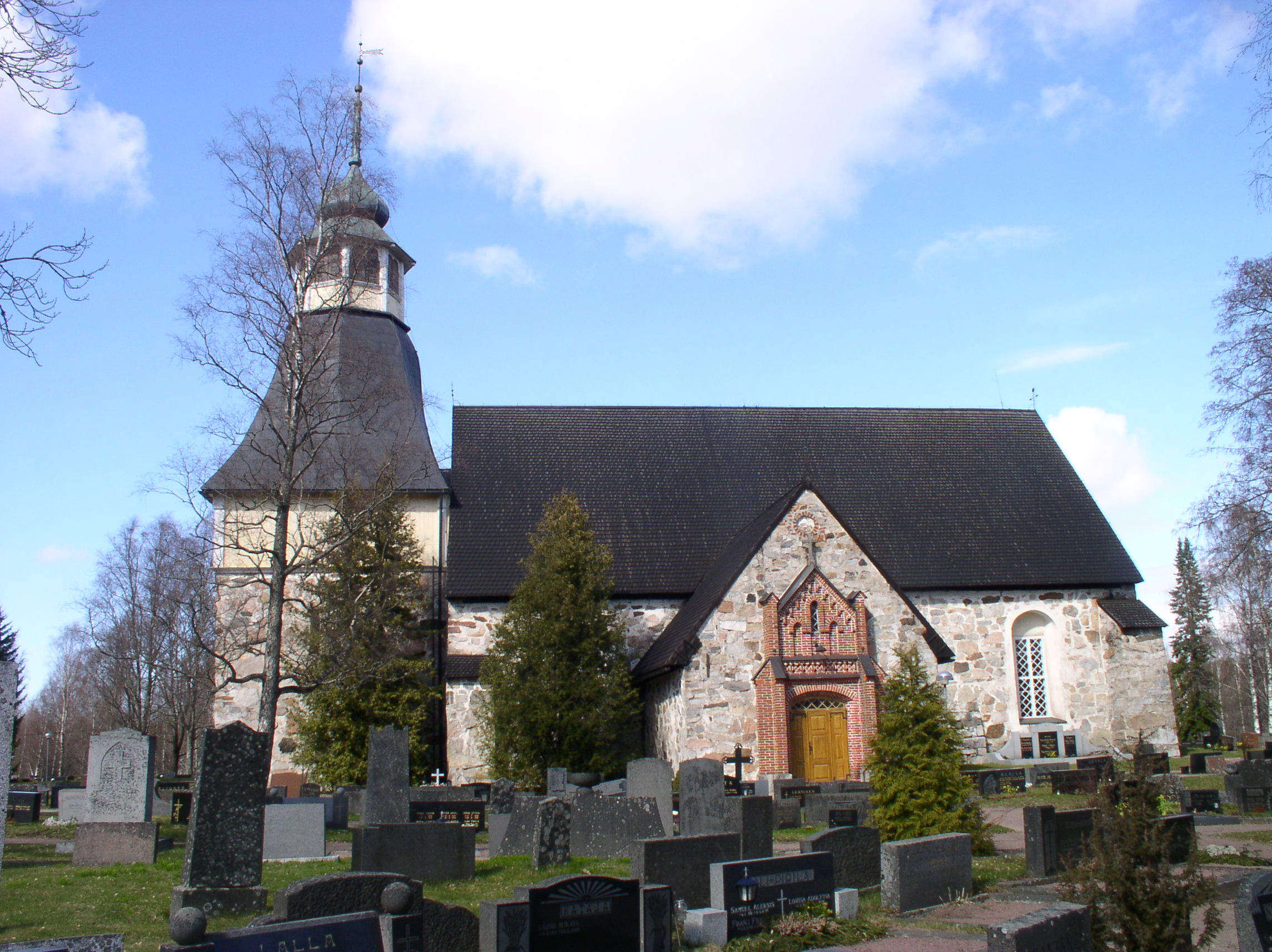
Церква Каланті

У письмових джерелах Каланті згадується вперше ще у 1316 році під назвою Kalenningiatekt (володіння Каланті), а як самостійна парафія існувала з 1411 року.
У 1756 році в Каланті розпочалося потужне релігійне пробудження, яке справило великий вплив на Південно-Західну Фінляндію, коли Лійса Еркінтютяр зазнала глибокого духовного прозріння та стала ініціатором руху Молитовністи.
Про давню парафію Каланті розповідається у книзі «Давній Каланті та його сусіди» (Muinainen Kalanti ja sen naapurit).
У 1980-х роках традиційними стравами Каланті було визнано проссака — картопляну запіканку, а також калттіайнен — випічку з очищеного молока та ячмінного борошна.

## Транспорт
Через Каланті проходять шосе національного значення № 43 та залізниця Уусікаупункі.

## Говірка
Мовною основою говірки, якою розмовляють у Каланті, є північний південно-західнофінський діалект. Діалект Каланті належить до раумської підгрупи північної групи південно-західнофінських діалектів.